# Випава (град)
Випава (словен. Vipava) је градић и управно средиште истоимене општине Випава, која припада Горишкој регији у Републици Словенији.
По попису становништва из 2011. године, насеље Випава имало је 1.771 становника.

## Природни услови
Випава се образовала као насеље на бројним изворима истоимене Випаве, на 102 м изнад нивоа мора.

## Историја
Регион око града су вероватно насељавали Илири и Келти у пред-римској ери. Неки сматрају да име Випава долази од келтског корена речи vip (река). 394. г., Фригидијска битка се одиграла у близини града. Савремена Випава је први пут поменута 1367. г.

## Привреда
Област око града је пољопривредни крај и позната по укусним трешњама и одличним винима.

## Познате личности
Аустријски дипломата, Сигисмунд фон Херберштајн (1486—1566) и словеначки протестантски писац Себастијан Крељ (1538—1567) су рођени у Випави.